# Qanāt-e Farrokh
Qanāt-e Farrokh (persiska: قنات فرخ) är en ort i Iran.   Den ligger i provinsen Kerman, i den sydöstra delen av landet, 900 km sydost om huvudstaden Teheran. Qanāt-e Farrokh ligger 2 845 meter över havet och antalet invånare är 106.
Terrängen runt Qanāt-e Farrokh är kuperad norrut, men söderut är den bergig. Runt Qanāt-e Farrokh är det glesbefolkat, med 17 invånare per kvadratkilometer. Närmaste större samhälle är Darb-e Behesht, 4,5 km nordost om Qanāt-e Farrokh. Trakten runt Qanāt-e Farrokh är ofruktbar med lite eller ingen växtlighet.